# 安登魁
安登魁（1925年—2006年9月9日），男，山东济南人，中国药物分析学家、药学教育家，曾任南京药学院教授、博士生导师。